# Никодин
Никодин (мкд. Никодин) је насеље у Северној Македонији, у јужном делу државе. Никодин припада општини Прилеп.

## Географија
Насеље Никодин је смештено у јужном делу Северне Македоније. Од најближег већег града, Прилепа, насеље је удаљено 30 km источно.
Никодин се налази у историјској области Рајец, која обухвата слив истоимене Рајечке реке, притоке Црне реке. Источно од села уздиже се планина Клепа, а Западно планина Бабуна. Надморска висина насеља је приближно 620 метара.
Клима у насељу је континентална.

## Становништво
По попису становништва из 2002. године, Никодин је имао 7 становника.
Претежно становништво у насељу су етнички Македонци (88%).
Већинска вероисповест у насељу је православље.